# Хоукрофт, Джек
Джон Томас (Джек) Хоукрофт (англ. John Thomas (Jack) Howcroft, 23 октября 1874, Болтон, Большой Манчестер — 27 декабря 1962, Саутпорт, Мерсисайд) — английский и британский футбольный судья. Участник летних Олимпийских игр 1908 года.

## Биография
Джек Хоукрофт родился 23 октября 1874 года родился в британском городе Болтон в Англии.
Был одним из самых авторитетных судей Англии и строгим приверженцем дисциплины на поле. Кроме того, его ценили и в континентальной Европе: Хоукрофт помог британским тренерам получить работу за границей. Отличительной чертой внешнего облика арбитра во время матчей Английской футбольной лиги была чёрная кепка, которую он всегда носил.
В 1908—1921 годах отсудил 18 международных матчей. Вторым в этом списке был полуфинальный поединок футбольного турнира летних Олимпийских игр 1908 года между сборными Великобритании и Нидерландов (4:0).
В 1920 году Хоукрофт судил финал Кубка Англии на лондонском стадионе «Стэмфорд Бридж», в котором встретились «Астон Вилла» и «Хаддерсфилд Таун» (1:0 доп. вр.).
После окончания карьеры арбитра выступал со статьями о судействе в газете «Сандерленд Дейли Эхо».
Умер 27 декабря 1962 года в британском городе Саутпорт в Англии.